# Sture Palm
Nils Sture Palm, född 29 maj 1919 i Lunda församling, Södermanlands län, död 6 september 1991 i Sollentuna, var en svensk socialdemokratisk politiker.
Palm var ledamot av riksdagens första kammare 1959-1970 invald i Stockholms läns och Uppsala läns valkrets samt 1971-1985 i enkammarriksdagen för Stockholms läns valkrets.